# Meneng
Meneng is een district in de Oceanische republiek Nauru. Het is met een oppervlakte van 2,88 km² het tweede district van Nauru, op 1 januari 2006 had het district een populatie van 1856 inwoners.
De hoofdplaats van het district Meneng is het dorpje Ibwenape, het enige plaatsje in het district. Daar is ook het Menen Hotel gevestigd.
Meneng ligt aan de zuidoostelijke kust van Nauru, ten zuiden van de Anibare Bay. Er is een voetbalstadion in aanbouw, het Menen Stadium. Dit wordt het derde voetbalstadion van Nauru.
Aiwo · Anabar · Anetan · Anibare · Baiti · Boe · Buada · Denigomodu · Ewa · Ijuw · Meneng · Nibok · Uaboe · Yaren